# Санация (медицина)
Сана́ция — лечебно-профилактические меры по оздоровлению организма, подразумевающие очистку определённого участка ткани или органа. В хирургии так называют хирургическую обработку раны — медицинскую процедуру для удаления мёртвых (некротических) тканей с язв, ожогов и других ран или удаление разложившегося органа (например, при некротическом панкреатите). Основной целью санации является удаление того, что мешает своевременному заживлению.